# Kalifornsky
Kalifornsky ist ein Census-designated place im Kenai Peninsula Borough von Alaska mit 5846 Einwohnern (Stand: 2000). Die Siedlung liegt an der Kalifornsky Beach Road auf der Kenai-Halbinsel am Cook Inlet, westlich von Soldotna und südlich von Kenai. 

## Geschichte
Kalifornsky wurde erstmals 1916 vom U.S. Coast and Geodetic Survey erwähnt. Über den Ursprung des Ortsnamens gibt es zwei verschiedene Theorien. Entweder er wurde von „Kali“, dem Begriff der Dena'ina-Athabasken für „Fischer“, abgeleitet, oder er stammt von einem Dena'ina-Indianer der von 1812 bis in die 1820er-Jahre im kalifornischen Fort Ross gearbeitet hatte.
Peter Kalifornsky, der 1911 in der Ortschaft geboren wurde, war der letzte Sprecher des Lower-Cook-Inlet-Dialekts der Denaʼina.
7,4 % der Einwohner Kalifornskys sind Ureinwohner Alaskas oder deren Nachkommen.
Seit 1980 ist Kalifornsky ein census-designated place.

## Infrastruktur
Der Sterling Highway verbindet Kalifornsky mit Anchorage. Der nächstgelegene Flugplatz befindet sich in Kenai, ein Krankenhaus steht mit dem Central Peninsula General Hospital in Soldotna zur Verfügung. Im Ort selbst existiert eine Schule mit etwa 400 Schülern.